# أريد استعادتك (فلم)
اريد استعادتك (بالإنجليزية: I Want You Back) هو فيلم رومانسي كوميدي أمريكي من إخراج جايسون اورلي وسيناريو اسحاق ابتاكار واليزابيث بيرجر. الفيلم من بطولة تشارلي داي وجيني سلايت.
عرض الفيلم في 11 فبراير 2022 من إنتاج استديوهات امازون وقد حصل الفيلم على تقييمات ايجابية من طرف النقاد.

## القصة
في اتلانتا، ينفصل كل من بيتر وايما، تشعر آن صديقة بيتر بالضجر بعد استمرار علاقتهما لستة سنوات، اما نواه صديق ايما فيشعر بالإحباط كونها عديمة المسؤولية، دمر الانفصال حياة بيتر وايما وبعد فرصة اللقاء ببعضهما وتكوين صداقة بينهما أصبح كل منهما يساعد الآخر في تخطي الم الانفصال الذي مرا به.
يقرر الصديقان التخطيط لاستراتيجية حتى يفوزا مجددا باحبائهم السابقين واستعادة علاقاتهم. فكانت خطة ايما ان تغوي صديق آن الجديد لوغان اما بيتر فكانت خطته ان يصادق نواه على أمل أن يقنعه بالعودة إلى صديقته ايما، وبهذا يسجل بيتر في نادي الجيم الذي يذهب اليه نواه كمدرب خاص ويحاول بدء علاقة معه بينما ايما تتطوع لتادية مسرحية من إخراج لوغان حتى تقوم بلفت انتباهه.
يفصح بيتر عن رغبته في إنشاء دار مسنين اما ايما فتكشف ان ياسها وعدم وجود طموح لديها عائد إلى مرض والدها العضال، هنا تبدا خطة كل من بيتر وايما بالنجاح حيث نجحت ايما في اقناع لوغان انها محبة للمسرح كما انها تقوم بمساعد طالب يدعى تريفور يعاني من مشاكل عائلية، وياخد بيتر نواه إلى نادي ليلي من اجل مساعدته في لقاء امراة وبعد ان تمت دعوتهمها إلى منزل فتيات من الملهى الليلي رغم تردد نواه في الذهاب الا ان بيتر ينجح في اقناعه.
ولكن سرعان ما يكتشفان ان الفتيات لازلن طالبات في الثانوية وبعد هروبه كشف نواه لبيتر انه سيقترح الزواج من جيني ما ادى إلى استياء بيتر، وفي هذه الاثناء تبهر ايما لوغان باداء باهر في المسرحية.
وتبلغ خطتهمها الذروة عندما تقترح ايما علاقة ثلاثية مع لوغان وآن، يبدي لوغان اهتماما كبيرا بينما تترد آن في القبول. اقتحم بيتر منزل جيني ونواه حتى يقوم بوضع مجموعة من الادلة المزيفة على خيانة نواه لجيني ولكنه يجد نفسه غير قادر على فعل ذلك. وفي تلك الاحيان تحاول ايما اغواء لوغان وآن وينتهي الامر بانزعاج آن ومغادرتها المكان. يلتقي بيتر بايما ويخبرها عن نية نواه في خطوبة جيني، وتخبر ايما بيتر عن انفصال لوغان وآن وبها انتهت صداقة بيتر وايما بعد ان تحطم قلب ايما بعد سماعها لما حصل، ودون علم أي منهما تمت دعوة بيتر وايما لحضور حفل زفاف نواه وجيني ويحضر لوغان وآن.
وبهذا بيتر وايما اعادا الاتصال مجددا بشكل محرج. كشفت ايما على انها انتقلت وانها تدرس حتى تصبح مستشارة في المدرسة. وبهذا ينشئ لقاء غريب بين الجميع فيدرك بيتر أن ايما لم تؤمن بقدراته على تحقيق طموحاته ما ادى إلى اعترافه بحبه لايما امام الجميع. كما انه ايما اعترفت انها تامرت مع بيتر من اجل تفريق علاقة احبائهم السابقين واستعادتهما ولكنها لم تعترف بحبها لبيتر وبهذا تنهي آن علاقتها ببيتر ولوغان علاقته بايما وهنا تطلب جيني من بيتر وايما مغادرة الزفاف بعد ان يقوم نواه بلكم بيتر.
في اليوم التالي في الفندق يقتنع بيتر وآن على انهما ليسا مقدرا لهما ان يكونا معا. وتعتذر ايما من نواه بعد ان ادركت انهما غير متوافقين.
ينتهي الامر ببيتر وايما بالرجوع على متن نفس الرحلة إلى المنزل وبالصدفة يجلسان عبر المرر إلى جانب بعضهما في الطائرة وقد تسبب اضطراب شديد في الطائرة إلى سقوط اقنعة الاكسجين فيسرع بيتر إلى ايما ويقوم بمساعدتها في ارتداء القناع قبله وبعد انتهاء الاضطراب يقوم بيتر وايما بالابتسام إلى بعضهما.

## الممثلون
- تشارلي داي في دور بيتر
- جيني سلايت في دور ايما
- سكوت ايستوود في دور نوح
- جينا رودريجيز في دور آن
- ماني جاكينتو في دور لوجان
- كلارك باكو في دور جيني
- لوك دايفيد بلوم في دور تريفور
- بيت ديفيدسون في دور جاس
- ايزابيل ماي في دور لايتون
- جامي غيرز في دور ريتا
- دايلون غوليلا في دور ليسا

## الإنتاج
في فبراير 2021 تم التاكيد على ان جيني سلايت وتشارلي داي هم ابطال فيلم أريد استعادتك. الذي يعتبر عمل كوميدي رومانسي من إخراج أمازون. جايسون اورلي أيضا كمخرج للعمل الذي اعد سيناريو من طرف اسحاق ابتاكار واليزابيث بيرجر. تشارلي داي، وادم لوندي وبارت ليبتون منتجان تنفيذيان لشركة ذا سافانة وشركة ذا ولك-اب. بدا التصوير في مارس 2021 في أتلانتا جورجيا. في 16 أبريل اعلنت شركة ذا سافانة ان تصوير الفيلم يحتاج إلى اربع أيام أخرى من 27 إلى 30 من أبريل.

### الاستقبال
على موقع تجميع المراجعات روتن توميتوز حصل الفيلم على 87٪ من 99 مراجعة إيجابية، بمتوسط تقييم 6.8 / 10. بإجماع النقاد على الموقع على "مع وجود طاقم نجوم يلعب شخصيات متقنة، "أريد استعادتك "هو فيلم كوميدي رومانسي ونادرا ما تقدم الرومانسية بنفس الكفاءة مع الكوميديا"
أعطى مايكل فيليبس من شيكاغو تريبيون الفيلم 4 نجوم من خمسة وكتب "اريد استعادتك يذكرنا بقيمة الرفقاء، ناهيك عن أداء تشارلي داي وجيني سلايت".

## روابط خارجية
- مقالات تستعمل روابط فنية بلا صلة مع ويكي بيانات